# Nowa Wieś (powiat elbląski)
Nowa Wieś (niem. Neuendorf) – wieś w Polsce położona w województwie warmińsko-mazurskim, w powiecie elbląskim, w gminie Pasłęk na trasie linii kolejowej Elbląg-Olsztyn. Wieś jest siedzibą sołectwa Nowa Wieś, w którego skład wchodzą również Cierpkie i zabudowania stacji kolejowej Nowa Wieś Cierpkie.
| SIMC    | Nazwa    | Rodzaj    |
| ------- | -------- | --------- |
| 0154536 | Cierpkie | część wsi |

W latach 1975–1998 miejscowość administracyjnie należała do województwa elbląskiego.